# Inklingowie

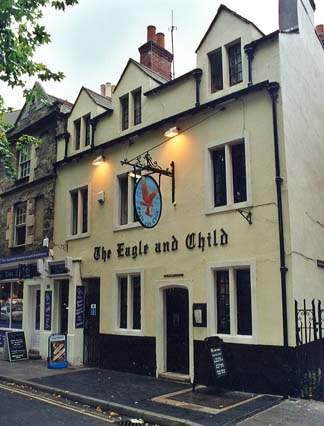
Oksfordzki pub The Eagle and Child, gdzie we wtorki rano w czasie semestrów spotykali się inklingowie

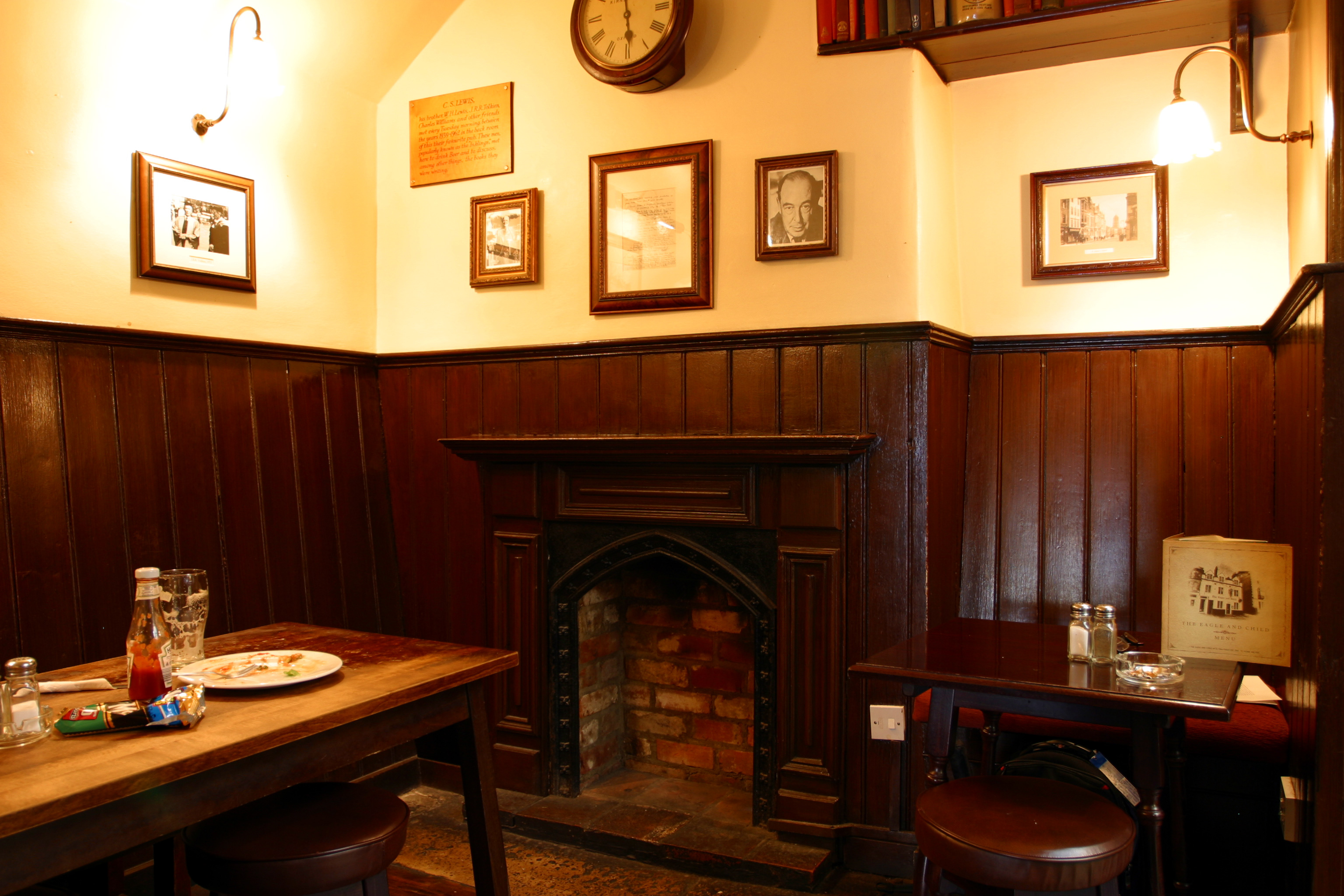
Kąt pokoju, w którym spotykali się inklingowie (dawniej izba dla szlachty)

Inklingowie – nieformalna grupa oksfordzkich intelektualistów spotykających się w pubach w latach 30. i 40. XX wieku. Sławę grupie zapewnili J.R.R. Tolkien, C.S. Lewis i Charles Williams.
Oprócz nich w skład grupy wchodzili, między innymi, Owen Barfield, Adam Fox, Hugo Dyson, Robert Havard, Nevill Coghill, Charles Leslie Wrenn, Roger Lancelyn Green, James Dundas-Grant, John Wain, R.B. McCallum, Gervase Mathew, C.E. Stevens, J.A.W. Bennett, Lord David Cecil, Colin Hardie, Christopher Tolkien i Warren Warnie Lewis. Pewną liczbę osób trudno jednoznacznie przypisać do grupy, gdyż niektórzy sporadycznie uczestniczyli w spotkaniach. W dyskusjach brała udział prawdopodobnie jedna kobieta, Dorothy Sayers, która pojawiła się wśród inklingów kilkakrotnie w czasie II wojny światowej.
Podczas spotkań erudyci czytali wprawki do powstających książek. W takiej atmosferze pierwsi słuchacze mieli okazję zapoznać się z Lwem, czarownicą i starą szafą czy Władcą Pierścieni.
Inklingowie są też bohaterami literackimi powieści Davida Downinga W poszukiwaniu króla.